# Kiryat Netafim
Kiryat Netafim (hebreiska: קריית נטפים) är en judisk bosättning på Västbanken. Den ligger i den norra delen av landet. Kiryat Netafim ligger 445 meter över havet och antalet invånare är 690.
Terrängen runt Kiryat Netafim är kuperad åt sydost, men åt nordväst är den platt. Runt Kiryat Netafim är det tätbefolkat, med 319 invånare per kvadratkilometer. Närmaste större samhälle är Ariel, 6,9 km öster om Kiryat Netafim. Trakten runt Kiryat Netafim består till största delen av jordbruksmark.